# 케플러-4b
케플러-4b(독일어, 영어: Kepler-4b)는 케플러 계획을 통해 2010년 1월 4일 발견된 다섯 개의 외계 행성 중 하나이다. 케플러-4b는 어머니 항성을 3.2일에 한 바퀴 돌고 있으며 반지름은 지구의 3.87배이다. 이는 케플러 탐사선이 지금까지 발견한 외계 행성들 중 가장 작은 값이다. 이 행성은 다른 네 행성과 마찬가지로 행성이 별 표면을 지나가면서 별빛 일부를 가리는 현상을 이용한, 트랜싯법을 이용하여 발견되었다.

## 같이 보기
- 케플러-5b
- 케플러-6b
- 케플러-7b
- 케플러-8b